# Гаррет Біркгоф
Гаррет Біркгоф (Біркхоф, англ. Garrett Birkhoff; 19 січня 1911, Принстон, Нью-Джерсі, США — 22 листопада 1996, Вотермил, Нью-Йорк, США) — американський математик XX століття, засновник універсальної алгебри, відомий своїми роботами в області гідродинаміки.

## Біографія
Гаррет Біркгоф народився у Принстоні, штат Нью-Джерсі, в сім'ї відомого математика, Джорджа Біркгофа (англ. George David Birkhoff), що в якійсь мірі визначило його подальшу долю.
Навчання почав в бакалавріаті Гарвардського університету в 1928 році. В 1932 році вступив до Кембриджського університету. Перш за все мав намір освоїти математичну фізику, але потім він зацікавився загальною алгеброю, тому змінив свого наукового керівника на алгебраїста Філіпа Холла. Під час відвідин Мюнхенського університету, Гаррет зустрівся з Костянтином Каратеодорі, який показав йому дві важливі праці — це вища алгебра Ван дер Вардена та теорія груп Спейсера. Біркгоф не отримав ступінь доктора філософії, так як в ті часи на кваліфікацію британської вищої освіти не приділяли значної уваги, навіть ступінь магістра не завжди отримували. Проте, після перебування у Гарвардському об'єднанні стипендіатів, 1933—1936, Гаррет усю свою подальшу кар'єру викладав у Гарварді. З цих фактів можна зробити висновок про якість і кількість його опублікованих робіт у 1925 році. Впродовж 1930-их років, Біркгоф зі своїми гарвардськими колегами Маршаллом Гарві Стоуном та Маклейном Саундерсом суттєво просунулися у викладанні та наукових дослідженнях абстрактної алгебри.
У 1935 році опублікував статтю «Про структуру абстрактних алгебр»(англ. On the Structure of Abstract Algebras), в якій відзначено ряд паралельних конструкцій, що використовуються в теорії груп, кілець, гомоморфізм, факторгруп, факторкілець. Нормальні підгрупи сприяли створенню нового розділу математики — універсальної алгебри.У 1936 році було опубліковано статтю, яка була написана спільно з Філіпом Холлом «Про відносини порядку в групах автоморфізмів». З 1936 року викладав у Гарвардському університеті. У 1941 році спільно з Маклейном видав книгу «Огляд сучасної алгебри» (англ. A Survey of Modern Algebra) — підручник, який значно вплинув на викладання алгебри в США (4-те видання було видано в 2008 році).
З часів Другої світової війни інтереси Біркгофа змістилися в область інженерної математики. Протягом війни працював над питаннями радіолокації, балістики, гідродинаміки. Монографії «Гідродинаміка» (англ. Hydrodynamics, 1950) і «Струмені, сліди і каверни» (англ. Jets, Wakes and Cavities, 1957, спільно з Сарантонелло) були перекладені на російську мову. Пізніше працював над чисельними методами лінійної алгебри.
Гаррет, приятель Джона фон Неймана, дуже зацікавився зростанням електронно-обчислювальних машин(комп'ютерів). Біркгоф спостерігав за докторською дисертацією Девіда М.Янга Молодшого про чисельне рішення диференціального рівняння Пуассона, в якому запропонував метод релаксації (SOR).Потім вчений мав справу з Річардом С. Варга. Це колишній студент, який працював в Беттіс Атомік Пауер Лабораторі Вестінгауза Електрик, що знаходиться в Піттсбурзі. Гаррет Біркгоф допоміг йому у розробці ядерних реакторів.
У 1959 році, коли працював консультантом в General Motors, рекомендував використання кубічних сплайнів для моделювання гладких кривих. Біркгоф є автором понад 200 статей. Під його керівництвом понад 50 вчених отримали ступені доктора філософії.
Був дійсним членом Національної академії наук США і Американської академії мистецтв і наук.У 1948—1949 роках отримував Грант Гуггенхайма; був президентом Товариства промислової та прикладної математики у 1966—1968 роках. Отримав премію Лестера Р. Форда у 1974 році.